# Saint-Ouen-lès-Parey
Saint-Ouen-lès-Parey là một xã thuộc tỉnh Vosges trong vùng Grand Est miền đông bắc nước Pháp.